# Amerigo Vespucci
Amerigo Vespucci, italijanski raziskovalec in kartograf, *9. marec 1454, Firence, Italija, † 22. februar 1512, Sevilla, Španija. 
Bil je prvi človek po Krištofu Kolumbu, ki je dokazal, da je Novi svet, ki ga je Kolumb odkril leta 1492, četrti kontinent in ne Azija, pomagal si je pa s tem, da je zabeležil vse, kar je videl in si risal zemljevide.

## Življenje in delo
Rodil se je v ugledni a obubožani družini. Svoje znanje je prejel od svojega strica Giorgia Antonia Vespuccija, dominikanskega meniha, prijatelja in kolega Savonarola. Najprej je kot bančnik služil bogatim in gospodarsko vplivnim Medičejcem, leta 1490 pa je zapustil Firence in se preselil v špansko Sevillo, kjer je okoli leta 1493 spoznal Kolumba ter se leta 1497 kot navigator na jadrnici odpravil na prvo potovanje, ki ga je plačala španska vlada z navodilom raziskovanja novih celin. Iz Seville se je preselil v Lizbono. Omeniti je še potrebno, da je bil že leta 1496 bil odgovoren za opremljanje španske flote njihove mornarice. Amerigo je jadral iz Španije proti zahodu v odpravi, ki je raziskovala sosedstvo rta Paria (severni del Južne Amerike), označil nekaj sto kilometrsko območje obale in odplul vse do Trinidada ter ustja reke Orinoko. Vrnil se je junija 1500. Odkril je območje okrog Maracaibskega jezera, ki ga je zaradi kolib tamkajšnjih prebivalcev na kolih poimenoval kar Venezuela (»Male Benetke«). Že maja naslednjega leta je stopil v službo na jadrnici Emanuel Portugalski, s katero se je udeležil odprave, ki je obiskala obalo Brazilije. Maja 1503 je poveljeval eskadronu karavel, ki je raziskovala Malako, vendar z delom odprave, ki je potem odplula v Brazilijo, kjer je raziskal Baía de Todos os Santos (Zaliv vseh svetih). Tukaj je ostal približno dva meseca, nakar je vodil 260 zaveznikov na jug, kjer so v bližini Rta Frio postavili utrdbo. Zaveznike je pustil tam in se vrnil v Lizbono junija 1504. V začetku leta 1505 je prejel od kralja Ferdinanda špansko državljanstvo, 22. marca 1508 pa ga je kralj postavil za kapetana majorja kraljevske mornarice. Dobil je tudi svoje mesto na dvoru in pisarno, ki jo je uporabljal do svoje smrti. Njegova glavna naloga je bila priprava generalnega opisa obal in ocenitev stroškov novih odprav. Za potovanja je pripravil vso potrebno dokumentacijo, vključno z načrti do tedaj poznanih obal, opozoril in navodil.
Spor okoli prevzema primata kdo je prvi raziskal Ameriko in s tem imena Amerike je buril dolga stoletja duhove raziskovalcev. Iz vseh ohranjenih zapisov je znano, vendar ne dokazano, da je Amerigo Vespucci odkril Južno Ameriko. 
Poleg njegovih raziskovanj južnoameriške celine so pomembni tudi njegovi potopisi, ki so pod naslovom Terra nova (Novi svet) izšli leta 1504 v lorenskem mestu Saint-Die`. V njih je Vespucci predstavil svojo trditev, da so novo odkrite dežele na zahodu samostojna celina in niso del azijske celine. Prav tako je zagovarjal dejstvo, da morajo biti le te dežele med seboj povezane. Njegovo trditev o tem, da so novo odkrite dežele samostojna celina, je med letoma 1519 in 1521 potrdil Španec Ferdinand Magellan, ki je preplul morski preliv med južnoameriško celino in Ognjeno zemljo ter priplul v Tihi ocean. Leta 1507 je izšel zemljevid tedanjega sveta, ki sta ga izdelala Martin Waldsemüller in Mathias Ringmann, pod naslovom Universalis cosmographia. V njem je Novi svet prvič poimenovan po Amerigu Vespucciju kot Amerika.